# Oppa, Oppa
Oppa, Oppa (Tiếng Hàn: 떴다오빠; Ddeotda Oppa; "Các anh đã lên") là một đĩa đơn nhạc số của bộ đôi Donghae và Eunhyuk thuộc nhóm nhạc nam Hàn Quốc Super Junior.

## Giới thiệu
Đĩa đơn bao gồm hai bài hát: ca khúc disco "Oppa, Oppa" và bản ballad "First Love". "Oppa, Oppa", được sáng tác và sản xuất bởi bộ đôi Youngsky và Peter của nhóm nhạc R&B/Hip hop Hàn Quốc One Way, là một ca khúc retro-disco với "nhịp điệu và giai điệu sống động trong không khí retro dance" với phần lời nói về mức độ nổi tiếng của nhóm. Phần lời này gần tương tự như một ca khúc trong vol5 Mr. Simple phiên bản repackaged là "Oops!" với sự kết hợp giữa Super Junior và f(x). Còn "First Love" lại là một bản ballad với 2 phút piano được viết bởi Donghae và được coi như là khúc dạo đầu cho bài hát chủ đề.
Bài hát "Oppa, Oppa" được trình diễn lần đầu tiên là trong tour diễn thế giới Super Show 4 của Super Junior bắt đầu từ Seoul vào ngày 19 tháng 11 năm 2011. Một tháng sau buổi diễn đầu tiên đó, SM Entertainment đã thông báo rằng Donghae và Eunhyuk sẽ quảng bá ca khúc đó trên các chương trình âm nhạc hàng tuần: Music Bank vào ngày 16 tháng 12, Music Core vào ngày 17 tháng 12 và Inkigayo vào ngày 18 tháng 12. Bộ đôi đã quảng bá ca khúc trong 2 tuần.

## Music videos
Music video đầu tiên được tung ra vào ngày 16 tháng 12 năm 2011 trên trang YouTube chính thức của SM Entertainment, bao gồm cảnh biểu diễn bài hát này tại Super Show 4 Seoul. Một phiên bản khác đã được ra mắt vào ngày 21 tháng 12, do thành viên Super Junior Shindong biên tập và đạo diễn, đánh dấu sự ra mắt với tư cách đạo diễn của anh. Trong MV, có sự xuất hiện của Amber (thuộc f(x)), Youngsky và Peter (của One Way), và Shindong.

## Danh sách bài hát
| #  | Tên bài                  | Viết lời          | Soạn nhạc         | Phối âm           | Thời gian |
| -- | ------------------------ | ----------------- | ----------------- | ----------------- | --------- |
| 1. | "첫사랑 (First Love)"    | Donghae           |                   |                   | 2:06      |
| 2. | "떴다 오빠 (Oppa, Oppa)" | Youngsky và Peter | Youngsky và Peter | Youngsky và Peter | 3:17      |

## Phiên bản tiếng Nhật
Đĩa đơn phiên bản tiếng Nhật được phát hành cùng với một music video tại Nhật Bản vào ngày 4 tháng 4 năm 2012 bởi Avex Japan. Trong ngày phát hành của đĩa đơn, nó đã đạt đến vị trí thứ 2 trên bảng xếp hạng hàng ngày của Oricon Chart với 42,114 bản đã được bán ra. Nó cũng đứng thứ 2 trong bảng xếp hạng tuần của Oricon cho tuần từ 2 - 8 tháng 4 năm 2012 và đứng thứ nhất trên bảng xếp hạng hàng ngày của Tower Record. Bộ đôi Donghae & Eunhyuk sau đó đã tổ chức một buổi fan meeting nhằm quảng bá cho đĩa đơn có tên Premium Mini Live Event vào ngày 11 tháng 4 tại Shibuya-AX, Tokyo.

### CD
1. Oppa, Oppa - (3:17)
2. First Love - (2:06)
3. Oppa, Oppa - Korean ver. - (3:17)
4. First Love - Korean ver. - (2:06)

### CD+DVD
［CD］
1. Oppa, Oppa - (3:17)
2. First Love - (2:06)

［DVD］
1. Oppa, Oppa - MUSIC VIDEO -
2. Oppa, Oppa - MUSIC VIDEO -[DANCE VER．TYPE A]
3. Hậu trường quay Music video

### CD+DVD giới hạn cho ELF Nhật Bản
［CD］
1. Oppa, Oppa - (3:17)
2. First Love - (2:06)

［DVD］
1. Oppa, Oppa - MUSIC VIDEO -
2. Hậu trường chụp ảnh và quay MV

### Doanh số và các bảng xếp hạng
| Bảng xếp hạng               | Thời gian            | Vị trí cao nhất | Doanh số báo cáo |
| --------------------------- | -------------------- | --------------- | ---------------- |
| Oricon Daily Singles Chart  | 4 tháng 4 năm 2012   | 2               | 42,114           |
| Oricon Weekly Singles Chart | 2–8 tháng 4 năm 2012 | 2               | 68,475           |

| Bảng xếp hạng                 | Doanh số |
| ----------------------------- | -------- |
| Album bán thực tế theo Oricon | 80,000+  |
| Chứng nhận album thực tế RIAJ | N/A      |